# 茨城県の市町村歌一覧
茨城県の市町村歌一覧（いばらきけんのしちょうそんかいちらん）は、日本の茨城県に属する市町村で制定されている、もしくは過去に制定されていた市町村歌などの自治体歌やそれに準じた楽曲の一覧である。なお、一覧の順序は全国地方公共団体コード順による。

## 概説
茨城県では平成の大合併を経て新たに誕生した市が非常に多いが、市歌の制定に対する取り組みには温度差があり早期に市歌の制定やイメージソングの選定を行った市、市民音頭のみを作成した市、合併から10年を経過しても特に制定の動きが無い市と三者三様に分かれている。
町村部ではほとんどの町村が町民・村民音頭の作成のみに留まっている。

## 市部
水戸市
- 水戸市歌[1] - 1959年（昭和34年）11月3日制定

作詞：西條八十 作曲：古関裕而
2代目の市歌である。
日立市
- 日立市民の歌[2] - 1949年（昭和24年）6月30日制定

作詞：寺門幸寿 作曲：山田栄一
土浦市
- 風の贈り物[3] - 1990年（平成2年）発表

作詞：藤代京子 補作：庄司明弘 作曲：南こうせつ 編曲：夏目一郎
市制50周年記念イメージソング。
古河市
- （未制定）

古河市・総和町・三和町合併協議会では、新設合併後の市歌制定については特に取り決めが実施されなかった。
石岡市
- 石岡、わがふるさと[4] - 2015年（平成27年）10月4日制定

作詞：大島花子、石岡市民のみなさん 作曲：大島花子
新設合併10周年記念。2代目（新設合併後の石岡市としては初代）の市歌である。
結城市
- 結城市民の歌[5] - 1984年（昭和59年）制定

作詞：新川和江 作曲：岩河三郎
市制30周年記念。
龍ケ崎市
- 翔く竜ケ崎[6]

龍ケ崎青年会議所開所20周年記念歌で、正式な市歌ではないが「市の推奨歌」的な扱いとなっており龍ケ崎市役所や佐貫駅でも演奏されていた。
下妻市
- （不明）

常総市
- JOSO☆ハッピー[7]

作詞：常総市の皆さん 作曲：NPO法人レインボー
市イメージソングで、曲に合わせた市民体操「JOSO☆ハッピー体操」も作られている。
常陸太田市
- 空があるまち[8] - 2012年（平成24年）制定

作詞・作曲：マシコタツロウ
高萩市
- 高萩市民の歌[9] - 1974年（昭和49年）5月制定

作詞：寺崎途至夫 補作：森菊蔵 作曲：山路進一 編曲：押尾司
市制20周年記念。
北茨城市
- 北茨城市民歌[10] - 1967年（昭和42年）12月25日制定

作詞：鈴木金次郎 補作：豊田実 作曲：曽根すぐる
市制10周年記念。
笠間市
- （笠間市イメージソング） - 2014年（平成26年）11月29日発表[11]

NEVA GIVE UPが歌唱する市イメージソングが発表されている。
取手市
- 取手市民のうた 〜新しい明日〜[12] - 2020年（令和2年）3月制定

作詞・作曲：谷本貴義
市制50周年・合併15周年記念。2代目の市歌である。
牛久市
- 牛久讃歌

作詞・作曲：松尾ゆきを
つくば市
- ふるさとTSUKUBA - 1990年（平成2年）8月制定

作詞：山川啓介 作曲：石川大明
ふるさと創生事業で交付された1億円を元手に作成された。
ひたちなか市
- 素敵な明日のために - 1997年（平成９年）発表

作詞：秋元康 作曲：後藤次利
市イメージソング。歌唱は本田美奈子.。
鹿嶋市
- 輪になって鹿嶋[13] - 2005年（平成17年）発表

作詞：中川寿々子 作曲：岡千秋
市制10周年を記念して作成された市民音頭。
潮来市
- （不明）

守谷市
- 心のふるさと[14] - 1989年（平成元年）発表

作詞：倉田憲夫 作曲：さとう宗幸 編曲：佐々木ひろし
町制100周年記念「守谷町イメージソング」として作成され、市制施行後もそのまま継承された。
常陸大宮市
- 君とこのふるさとで[15] - 2014年（平成26年）4月1日制定

作詞：野上宗也 補作：渡辺なつみ 作曲：浜圭介 編曲：三浦一年　
合併10周年記念。　
那珂市
- 那珂市民の歌 輝く未来へ[16] - 2009年（平成21年）10月17日制定

作詞：駒井瞭 補作：市民の歌等制定委員会 作曲：秋葉桃子 編曲：まついえつこ
合併5周年記念。
筑西市
- 筑西小唄[17] - 2013年（平成25年）発表

作詞：並木勝利 作曲：海老沢宗男
筑西市まちづくりファンドの補助により「筑西小唄」制作実行委員会が作成した。
坂東市
- 合唱組曲 ふるさと坂東市 - 2007年（平成19年）発表

作曲：鶴見幸代
稲敷市
- 稲敷たから音頭[18] - 2010年（平成22年）発表

作詞：水木れいじ 作曲：岡千秋　編曲：南郷達也
かすみがうら市
- （未制定）

霞ヶ浦町・千代田町合併協議会では、合併後の市歌制定については特に取り決めが実施されなかった。
桜川市
- 桜音頭

作詞：かや正 作曲：岡田佳久 編曲：筧哲郎
神栖市
- 神栖市の歌[19] - 2010年（平成22年）8月1日制定

作詞：佐々木俊典 補作：市歌制定委員会 作曲：大塚利恵 編曲：鎌田雅人
合併5周年記念。
行方市
- 行方市のうた 〜わがふるさと〜[20] - 2012年（平成24年）9月2日制定

作詞：行方市のうたアドバイザー 作曲：吉岡弘行
鉾田市
- （未制定）

旭村・鉾田町・大洋村合併協議会では、合併後の市歌制定については特に取り決めが実施されなかった。
つくばみらい市
- （未制定）

伊奈町・谷和原村合併協議会では、合併後の市歌制定については特に取り決めが実施されなかった。
小美玉市
- 小美玉音頭

作詞：中原かおる 作曲：岡田佳久

## 町村部
東茨城郡茨城町
- ふるさと茨城町音頭 - 1991年（平成3年）12月発表[21]

東茨城郡大洗町
- 大洗音頭

作詞：関根利根雄 作曲：長津義司
東茨城郡城里町
- 好きです城里[22] - 2016年（平成28年）5月制定

作詞：石井昭吉 作曲：山﨑洋一
合併10周年記念。
- あたらしい街 - 2005年（平成17年）発表

作詞・作曲：まついえつこ
常北町・桂村・七会村合併記念歌。
那珂郡東海村
- 東海村音頭 - 1980年（昭和55年）発表[23]

作詞：関沢ただしげ 作曲：増田賢二
久慈郡大子町
- （不明）

稲敷郡美浦村
- （不明）

稲敷郡阿見町
- 阿見賛歌 七つ星遥か

作詞：岩淵順子 作曲：原賢一
稲敷郡河内町
- 河内稲穂音頭 - 1987年（昭和62年）発表

作詞：星野哲郎 作曲：市川昭介
結城郡八千代町
- 八千代音頭

猿島郡五霞町
- 五霞音頭 - 1980年（昭和55年）発表

猿島郡境町
- 境町音頭

北相馬郡利根町
- 利根町民の歌 - 1985年（昭和60年）10月24日制定[24]

## 廃止された市町村歌
水戸市
- 水戸市歌（旧） - 1935年（昭和10年）制定

作詞：北原白秋 作曲：山田耕筰
初代の市歌である。
石岡市
- 石岡市民の歌 - 1976年（昭和51年）10月制定

初代（新設合併前の旧市）の市歌である。
那珂湊市
- 那珂湊市民の歌

作詞：山田公江 補作：那珂湊市民の歌審査委員会 作曲：細谷一郎
水海道市
- 御城橋ブルース - 1969年（昭和44年）10月制定[25]

水海道市が常総市に改称する以前に制定していた市のイメージソング。
勝田市
- 勝田市民の歌

作詞：飯塚義美 補作：西條八十 作曲：堀内敬三
取手市
- 市民のうた[26] - 1972年（昭和47年）制定

作詞：岡本淳三 補作：川上宏昭 作曲：中田喜直
初代の市歌である。日本音楽著作権協会（JASRAC）のデータベースには「取手市民の歌」の表題で登録されている。
十王町
- 十王町民の歌 - 1978年（昭和53年）制定[28]

内原町
- 内原町民の歌

作詞：大津豊 補作：森菊蔵 作曲：押尾司